# Mestaruussarja 1956
La Mestaruussarja 1956 fu la quarantasettesima edizione della massima serie del campionato finlandese di calcio, la ventiseiesima come Mestaruussarja. Il campionato, con il formato a girone unico e composto da dieci squadre, venne vinto dal KuPS.

## Squadre partecipanti
| Club          | Città       | Stagione 1955                      |
| ------------- | ----------- | ---------------------------------- |
| Haka          | Valkeakoski | 2º posto in Mestaruussarja         |
| HJK           | Helsinki    | 8º posto in Mestaruussarja         |
| HPS           | Helsinki    | 1º posto in Suomensarja Itälohko   |
| Ilves-Kissat  | Tampere     | 1º posto in Suomensarja Länsilohko |
| KIF           | Helsinki    | Campione di Finlandia              |
| KTP           | Kotka       | 6º posto in Mestaruussarja         |
| KuPS          | Kuopio      | 4º posto in Mestaruussarja         |
| Pyrkivä Turku | Turku       | 7º posto in Mestaruussarja         |
| VPS           | Vaasa       | 5º posto in Mestaruussarja         |
| VIFK          | Vaasa       | 3º posto in Mestaruussarja         |

## Classifica finale
|  | Pos. | Squadra       | Pt | G  | V  | N | P  | GF | GS | DR  |
|  | ---- | ------------- | -- | -- | -- | - | -- | -- | -- | --- |
|  | 1.   | KuPS          | 27 | 18 | 11 | 5 | 2  | 31 | 12 | +19 |
|  | 2.   | HJK           | 21 | 18 | 9  | 3 | 6  | 39 | 28 | +11 |
|  | 3.   | KIF           | 20 | 18 | 7  | 6 | 5  | 32 | 18 | +14 |
|  | 4.   | Ilves-Kissat  | 20 | 18 | 9  | 2 | 7  | 33 | 36 | -3  |
|  | 5.   | Haka          | 17 | 18 | 6  | 5 | 7  | 18 | 18 | 0   |
|  | 6.   | VPS           | 17 | 18 | 7  | 3 | 8  | 29 | 30 | -1  |
|  | 7.   | KTP           | 17 | 18 | 7  | 3 | 8  | 28 | 29 | -1  |
|  | 8.   | HPS           | 16 | 18 | 7  | 2 | 9  | 28 | 34 | -6  |
|  | 9.   | VIFK          | 13 | 18 | 6  | 1 | 11 | 25 | 32 | -7  |
|  | 10.  | Pyrkivä Turku | 12 | 18 | 6  | 0 | 12 | 20 | 46 | -26 |

Legenda:
      Campione di Finlandia
      Retrocesse in Suomensarja
Note:
Due punti a vittoria, uno a pareggio, zero a sconfitta.